# Alexandra Kleeman
Pour les articles homonymes, voir Kleemann.
Œuvres principales
- You Too Can Have a Body Like Mine
- Something New Under the Sun

Alexandra Kleeman, née le 26 février 1986 à Boulder dans le Colorado, est une romancière américaine.

## Biographie
Alexandra Kleeman naît à Boulder dans le Colorado en 1986. Son père est professeur de littérature japonaise et sa mère enseigne la religion.
Elle obtient un Master of Fine Arts en écriture créative à l'université Columbia situé à Berkeley en Californie. Elle travaille ensuite comme professeur dans la même université et écrit des nouvelles et des articles pour les magazines et journaux The New Yorker, Harper's Magazine, Vogue, Zoetrope (en), The New York Times Magazine, n+1 (en) et The Paris Review, revue dans laquelle elle publie sa première nouvelle en 2010.
En 2015, elle publie son premier roman, You Too Can Have a Body Like Mine, suivi par la publication l'année suivante d'un recueil de nouvelles intitulé Intimations: Stories.

## Œuvres

### Romans
- (en) You Too Can Have a Body Like Mine, 2015
- (en) Something New Under the Sun, 2021, publié en France sous le titre Du nouveau sous le soleil, traduction de Christian Garcin, éditions Rue de l'échiquier, 2023.

### Recueil de nouvelles
- (en) Intimations: Stories, 2016